# Storm (SuRie)
Storm è un singolo della cantante britannica SuRie, pubblicato il 24 gennaio 2018 su etichetta discografica MMP.
Scritto da Nicole Blair, Gil Lewis, Sean Hargreaves il brano ha vinto il programma Eurovision: You Decide 2018; avendo quindi guadagnato il diritto a rappresentare il Regno Unito all'Eurovision Song Contest 2018 a Lisbona, in Portogallo.
Facendo, il Regno Unito, parte dei Big Five, il brano accederà direttamente alla serata finale del 12 maggio 2018.

## Tracce
Download digitale
1. Storm – 3:00
2. Storm (Instrumental Version) – 3:00

## Classifiche
| Classifica (2018) | Posizione massima |
| ----------------- | ----------------- |
| Regno Unito       | 50                |